# دهستان رودپیش
دهستان رودپیش نام دهستانی در بخش مرکزی شهرستان فومن، استان گیلان در ایران است. براساس سرشماری مرکز آمار ایران در سال ۱۳۸۵، جمعیت آن ۱۴۶۶۶ نفر (۳۹۱۰ خانوار) بوده‌است.
دهستان رودپیش با مرکزیت روستای رودپیش واقع در ۵ کیلومتری فومن است. این دهستان شامل ۳۱ روستا در بخش مرکزی فومن واقع می‌باشد.